# Мольков, Альфред Владиславович
Альфред Владиславович Мольков (28 октября (9 ноября) 1870, Иркутск — 20 мая 1947, Москва) — советский гигиенист, основоположник гигиены детей и подростков в СССР, заслуженный деятель науки РСФСР (1934), профессор (1935).

## Биография

Могила Молькова
на Новодевичьем кладбище Москвы.

В 1895 году, окончив медицинский факультет Московского университета, работал земским и санитарным врачом. Был членом правления Пироговского общества, в 1901—1919 годах был председателем её комиссии по распространению гигиенических знаний. Профессор Мольков был талантливым организатором, внёс существенный вклад в организацию санитарного просвещения нашей страны. Особенно большое внимание он уделял вопросам школьной гигиены, организации общественного питания детей, динамики физического развития детского населения. Благодаря активной деятельности Альфреда Молькова школьная гигиена занимает значительное место в деятельности научных обществ. Мольков занимался не только научно-исследовательской работой, но и педагогической деятельностью. В частности, в 1934 году он стал автором первого учебника по школьной гигиене. По инициативе Молькова в 1926 году на медицинском факультете 1-го МГУ (с 1930 года — 1-й Московский медицинский институт) была создана кафедра гигиены воспитания. Позднее, в 1934 году, Альфред Мольков организовал кафедру школьной гигиены в Центральном институте усовершенствования врачей (в настоящее время Российская медицинская академия последипломного образования). На кафедре проводилась большая работа по развитию социально-гигиенических дисциплин, а также решались проблемы, связанные с внедрением гигиенического воспитания в медицинское образование. Исследования Молькова положили начало повсеместному изучению динамики здоровья детского населения. И сегодня, исследования физического развития детей различных национальностей представляют большой интерес среди гигиенистов всего мира.

## Награды
Награждён орденом Трудового Красного Знамени.